# Erich Rauschenbach
Erich Rauschenbach (* 21. Mai 1944 in Lichtenstein) ist deutscher Cartoonist.
Nach einer Banklehre, Reiseleitertätigkeit und einem nicht abgeschlossenen Studium an der Pädagogischen Hochschule Berlin studierte Rauschenbach von 1969 bis 1973 Grafikdesign an der HdK Berlin.
Seitdem arbeitet er als freiberuflicher Karikaturist und Illustrator für Verlage, Zeitungen, Zeitschriften und das Fernsehen. Bisher erschienen über 50 Bücher seiner Cartoons.
Von 1994 an entstand eine Serie von mehr als 50 Acrylbildern („Alle meine Mädels“), die in Ausstellungen u. a. in Berlin (Lindencorso), Kassel (Caricatura), Greiz (Sommerpalais) und im Wilhelm-Busch-Museum in Hannover (Juli – September 2005) gezeigt wurden.
Rauschenbach lebt in Berlin.

## Veröffentlichungen
- Super oder normal?. Elefanten Press Verlag, 1981. ISBN 3-88520-070-8
- Ich bin schon wieder Erster!. Stalling Verlag, 1982. ISBN 3-7979-1716-3
- Wo kann man denn hier pinkeln?. Eichborn Verlag, 1984. ISBN 3-8218-1809-3
- Du gehst mir auf'n Keks. Eichborn Verlag, 1984. ISBN 3-8218-1812-3
- Lieschen. Goldmann Verlag, 1985. ISBN 3-442-06975-0
- Hier stimmt doch was nicht. Eichborn Verlag, 1985. ISBN 3-8218-1942-1
- Netter, junger, gutaussehender Typ …. Lappan Verlag, 1985. ISBN 3-89082-316-5
- Sport macht Spaß! Lappan Verlag, 1986. ISBN 3-89082-329-7
- Der kleine Herr Gott – ganz gross! Eichborn Verlag, 1986. ISBN 3-8218-1840-9
- Kollege Karl, was fehlt Ihnen denn? Eichborn Verlag, 1986. ISBN 3-8218-1841-7
- Vollkommen fix und vierzig. Eichborn Verlag, 1986. ISBN 3-8218-1842-5
- Rüdiger: Lange Nase kurzer Sinn. Goldmann Verlag, 1986. ISBN 3-442-06990-4
- Rüdiger: In seiner schönsten Rolle. Eichborn Verlag, 1987. ISBN 3-8218-1845-X
- Die zehn Gebote für gute Deutsche. Eichborn Verlag, 1987. ISBN 3-8218-1844-1
- Lieschen – Mit den Waffen einer Frau. Goldmann Verlag, 1988. ISBN 3-442-06932-7
- Frauen sind echt stark. Eichborn Verlag, 1988. ISBN 3-8218-1847-6
- Eine Nummer nach der anderen. Goldmann Verlag, 1988. ISBN 3-442-06929-7
- Alle Väter nerven. Eichborn Verlag, 1988. ISBN 3-8218-1846-8
- Die Macken der Macker. Lappan Verlag, 1988. ISBN 3-89082-351-3
- Lieschen – Wenn ich einmal gross bin. Goldmann Verlag, 1989. ISBN 3-442-07912-8
- Was macht der Geiger ohne Ständer. Eichborn Verlag, 1989. ISBN 3-8218-2140-X
- Niemand ist so toll wie Du! Eichborn Verlag, 1989. ISBN 3-8218-2141-8
- Lieschen – Meine allergeheimsten Geheimnisse. Goldmann Verlag, 1990. ISBN 3-442-07930-6
- Sex ist doof. Eichborn Verlag, 1991. ISBN 3-8218-2142-6
- Gesundheit und ein langes Leben! Eichborn Verlag, 1992. ISBN 3-8218-2096-9
- Erziehung ist Glücksache. Eichborn Verlag, 1993. ISBN 3-8218-2136-1
- Lauter erogene Zonen … Heyne Verlag, 1993. ISBN 3-453-07127-1
- Viel Spass in der Kneipe. Lappan Verlag, 1993. ISBN 3-89082-467-6
- Das gibt Rache! Eichborn Verlag, 1994. ISBN 3-8218-3624-5
- Mann gönnt sich ja sonst nichts…, Eichborn Verlag, 1994. ISBN 3-8218-3018-2
- Hokuspokus Fliegendreck …, was mich ärgert, das muss weg. Eichborn Verlag, 1994. ISBN 3-8218-3626-1
- Cartoons für echte Männer. Lappan Verlag, 1994. ISBN 3-89082-514-1
- Kann denn Fünfzig Sünde sein? Eichborn Verlag, 1995. ISBN 3-8218-3019-0
- Traumfrauen. Eichborn Verlag, 1995. ISBN 3-8218-3020-4
- Gesundheit und ein langes Leben! Heyne Verlag, 1995. ISBN 3-453-08884-0
- Reichtum ist was Wunderbares: Cartoons für Manager. Eichborn Verlag, 1996. ISBN 3-8218-3021-2
- Alles paletti, Daddy? Eichborn Verlag, 1996. ISBN 3-8218-3038-7
- Cool bleiben … bleib ganz cool! Lappan Verlag, 1996. ISBN 3-89082-386-6
- Noch einmal mit Gefühl. Eichborn Verlag, 1997. ISBN 3-8218-3044-1
- Kampf der Geschlechter. Eichborn Verlag, 1997. ISBN 3-8218-3043-3
- Alle meine Mädels. Eichborn Verlag, 1997. ISBN 3-8218-3055-7
- Männer sind wie Gänseblümchen. Eichborn Verlag, 1998. ISBN 3-8218-3078-6
- Wenn Männer zuviel Händchen halten … Eichborn Verlag, 2000. ISBN 3-8218-3081-6
- Vater werden ist nicht schwer …: [… Tochter sein dagegen sehr]. Eichborn Verlag, 2000. ISBN 3-8218-3025-5
- Viel Spaß mit Handwerkern. Lappan Verlag, 2000. ISBN 3-8303-4000-1
- Ich sehe was, was du nicht siehst … Eichborn Verlag, 2001. ISBN 3-8218-3084-0
- Geh'n wir auf deine Homepage oder auf meine? Eichborn Verlag, 2002. ISBN 3-8218-3088-3
- Viel Spaß mit Juristen. Lappan Verlag, 2002. ISBN 3-8303-4091-5
- Viel Spaß als LehrerIn. Lappan Verlag, 2002. ISBN 3-8303-4060-5
- Wer sein Auto liebt … Lappan Verlag, 2004. ISBN 3-8303-3085-5
- Sechzig und noch voll im Saft! Eichborn Verlag, 2004. ISBN 3-8218-3593-1
- Keine Angst vor Berlin! Jaron Verlag, 2004. ISBN 3-89773-500-8
- Ich bin verliebt, ich bin nicht verliebt … Lappan Verlag, 2004. ISBN 3-8303-3093-6
- Alte Liebe rostet nicht. Lappan Verlag, 2005. ISBN 3-8303-3109-6
- Cartoons zum Geburtstag. Lappan Verlag, 2005. ISBN 3-8303-4142-3
- Zucker ist nicht immer süss… Lappan Verlag, 2006. ISBN 3-8303-1105-2
- Je oller, je doller. Lappan Verlag, 2006. ISBN 3-8303-3128-2
- mit Ilja Richter: Bruno – Von Bären und Menschen. Boje, Köln 2007. ISBN 978-3-414-82047-1
- Irre Zeiten. Eulenspiegel Verlag, Berlin 2021. ISBN 978-3-359-03002-7